# Bad Influence (worstelteam)
Bad Influence is een professioneel worsteltag team die actief is in Ring of Honor, bestaande uit Christopher Daniels en Kazarian. Het duo was vooral gekend van hun tijd bij de Total Nonstop Action Wrestling
De groep debuteerde op 2 januari 2012 en veroverden twee keer het TNA World Tag Team Championship.

## In het worstelen
- Finishers
  - Lariat (Daniels) / Chop block (Kazarian) combinatie
- Signature moves
  - Slingshot elbow (Daniels) gevolgd door een Slingshot Leg Drop (Kazarian)
- Bijnamen
  - "The New Face of Impact Wrestling" – Daniels
  - "The Physical Fascination" - Kazarian
  - "The World Tag Team Champions of the World" - wanneer ze het TNA World Tag Team Championship behielden.
- Opkomstnummers
  - "Wings of a Fallen Angel" ('11 Remix) van Dale Oliver
  - "Devious" van Dale Oliver

## Prestaties
- Total Nonstop Action Wrestling
  - TNA World Tag Team Championship (2 keer)
- Wrestling Observer Newsletter
  - Tag Team of the Year (2012)